# Эритрея на летних Олимпийских играх 2012
Эритрея на летних Олимпийских играх 2012 была представлена 12 спортсменами — 11 мужчинами и 1 женщиной.
Эритрейский велосипедист Дэниел Теклехайманот в 2010 году выиграл все три дисциплины Чемпионата Африки по шоссейному велоспорту и обеспечил стране участие в Олимпийских играх. Таким образом, на своей четвёртой Олимпиаде Эритрея впервые приняла участие не только в соревнованиях по лёгкой атлетике.
Несколько эритрейских атлетов, в том числе знаменосец сборной Вейнай Гебресиласие, отказались возвращаться в Эритрею и запросили политическое убежище.

## Велоспорт

### Шоссейный велоспорт
Мужчины
Дэниел Теклехайманот занял 73 место.

## Лёгкая атлетика
В соревнованиях по лёгкой атлетике приняли участие 11 спортсменов из Эритреи: Рехасет Мехари, Вейнай Гебресиласие, Teklit Teweldebrhan, Abrar Osman Adem, Амануэль Месель, Нгусе Амлосом, Яред Асмером, Йонас Кифле, Самуэль Цегай, Зерсенай Тадесе, Теклемариам Медхин. Зерсенай Тадесе, Теклемариам Медхин и Нгусе Амлосом взяли 6, 7 и 15 места, соответственно, на дистанции 10 км. Яред Асмером и Йонас Кифле взяли 19 и 58 места в марафоне. Рехасет Мехари заняла 59 место в марафоне. Остальные не вышли в финал в своих дисциплинах или не прошли дистанцию.